# G-nøgle
En g-nøgle er en musiknøgle og er det mest udbredte symbol til at vise, hvordan noder skal tolkes i vestlig musik. Med udgangspunkt i spiralens startsted krydses først den nodelinje, hvor tonen G er placeret. I langt de fleste tilfælde ligger tonen G på den anden linje i nodesystemet talt nedefra. I gammel klassisk musik skal man dog være på vagt over for alternative placeringer.
Der kan være placeret et lille ottetal over eller under en g-nøgle. Dette tal viser, at noderne skal spilles en oktav højere eller dybere end de er vist.